# كلود كلارك
كلود كلارك (بالإنجليزية: Claude Clark)‏ هو رسام أمريكي، ولد في 11 نوفمبر 1915 في Rockingham, Georgia ‏ في الولايات المتحدة، وتوفي في 21 أبريل 2001 في أوكلاند في الولايات المتحدة.

## وصلات خارجية
- الموقع الرسمي